# 안나 마리아 에르되디
안나 마리아 폰 에르되디 백작부인(헝가리어: Countess Anna Maria (Marie) von Erdődy, 1778년 8월 21일 - 1837년 3월 17일)은 헝가리의 귀족 여성으로 루트비히 판 베토벤의 가장 친한 친구 중 한 명이었다.

## 생애
당시 헝가리 왕국의 일부였던, 오늘날의 루마니아 아라드에서 폰 니츠키 백작부인으로 태어났다. 
1796년 6월 6일 저명한 귀족 에르되디 가문 출신인 피터 폰 에르되디 쑤 에베라우 운트 몬테 클라우디오 백작과 결혼했다. 두 사람 사이에서는 1남 2녀가 있었다.
1798년 5월 3일 별의 기사단(성장)에 서거되는 영예를 누렸다. 하지만 1805년 남편과 헤어지게 되고, 나중에 작곡가로 거듭나게 되는 그녀의 오랜 비서이자 자녀들의 음악 교사인 프란츠 크사버 브라우흘레(1783년~1838년)와 사실혼 관계가 되었다. 
1815년부터는 거주지를 크로아티아의 폴코벡을 정했고, 나중에 다시 파도바로 옮겼다. 그 후 그녀는 정치적인 솔직함으로 1823년 12월 오스트리아에서 추방되어 뮌헨으로 이주했으며, 그곳에서 여생을 보냈다. 그녀는 샤프트란 수도원에 묻혔다. 

## 베토벤과의 관계
그녀는 일찍부터 베토벤을 높이 평가했으며, 1808년부터 1809년까지 빈 크루거슈트라쎄 1074에 있는 그녀의 광활한 저택에 베토벤이 거주하도록 했다(그녀는 빈 근교 예들레제에도 작은 땅을 소유하고 있었는데, 이 자리에는 현재 빈=플로리드스도르프 베토벤 기념관이 입주해 있다). 베토벤은 그녀를 그의 "고해신부"라고 언급한 바 있다.
1807년 베스트팔렌의 왕이 된 나폴레옹의 막내동생 제롬은 자신의 카젤 궁의 연주회와 공연을 총괄하는 카펠마이스터 자리를 베토벤에게 제안했는데, 이때 그녀는 베토벤이 오스트리아 땅에 남도록 유도하기 위한 노력의 일환으로 오스트리아 제국 귀족들이 베토벤에게 평생 연금을 지급하도록 설득하는 데 도움을 주었다
베토벤은 《피아노 삼중주 5번》, 《6번》, 요제프 링케를 위해 작곡한 《첼로 소나타 4번》, 《5번》, 그리고 3성부의 카논 《축하합니다, 새해 복 많이 받으세요, WoO 176》을 에르되디에게 헌정하고 있다.

## 참고 문헌
- 알프레드 슈네, 베토벤이 에르되디 마리 백작부인, 니스키 백작부인, 브라우클 대령에게 보낸 편지, 라이프치히 1867
- 귄터 하우프트, 에르되디 백작부인과 JX 브라우흘레, 데르 베르. 브라이코프 운트 헤르텔, 1927년 라이프치히의 연감. 70–99.